# Варілеро жовтоокий
Варіле́ро жовтоокий (Agelasticus xanthophthalmus) — вид горобцеподібних птахів родини трупіалових (Icteridae). Мешкає в Еквадорі і Перу.

## Опис
Довжина птаха становить 18-20,5 см, вага 43 г. Забарвлення повністю чорне. Райдужки білуваті або жовтуваті. Молоді птахи мають бурувато-чорне забарвлення, нижня частина тіла у них поцяткована жовтими або охристими смужками.

## Поширення і екологія
Жовтоокі варілеро локально поширені на сході Еквадору, зокрема в заповіднику Лімонкоча в долині річки Напо, та на сході Перу, зокрема в заповіднику Тамбопата, в долині річки Мадре-де-Дьйос. Вони живуть у заболочених заплавах річок. Зустрічаються на висоті до 650 м над рівнем моря.